# Taiten Kusunoki
Taiten Kusunoki (jap. 楠 大典 Kusunoki Taiten; ur. 18 marca 1967) – japoński seiyū i aktor dubbingowy pochodzący z Machidy w aglomeracji Tokio, pracuje dla Miki Productions. Urodzony jako Daisuke Fukuda (jap. 福田 大典 Fukuda Daisuke).
Dubbingował takich aktorów jak Dwayne Johnson, Vin Diesel, Adewale Akinnuoye-Agbaje, Jamie Foxx, Tyrese Gibson, Dave Bautista, Idris Elba i Mahershala Ali.

## Filmografia
Ważniejsze role są pogrubione

### Seriale anime
1995
- Lupin III: The Pursuit of Harimao's Treasure (special, Harimao)

1998
- Master Keaton (Eric w odc. 20)

1999
- Lupin III: Da Capo of Love: Fujiko's Unlucky Days (special, ojciec Rosalii)

2000
- Mahōjin Guru Guru (Surai)
- Transformers: Robots in Disguise (Black Convoy)
- Bikkuriman 2000 (Bag Y Yaa, Chiensou)
- Detektyw Conan (Kana Hideki)

2001
- Kaze no Yojimbo (Sargent)
- Cyborg 009 The Cyborg Soldier (Time Agent A w odc. 37)
- Seikai no Senki (Dokufu)
- Tennis no ōjisama (Gen'ichirō Sanada)

2002
- Tokyo Underground (Heat)
- Whistle! (Sōjyō Matsushita)

2003
- Gunslinger Girl (Marchello)
- Transformers Armada (ojciec Rad'a)
- Naruto (Ibiki Morino)
- Popolocrois (Gaude)
- Tank Knights Fortress (Goruda)
- Operation: Return the Treasure (special)

2004
- SD Gundam Force (Epyon, Evil Warrior; Tallgeese, Knight Of The Tempest)
- Mobile Suit Gundam SEED Destiny (Madd Aves, ojciec Shinna, Joseph Copeland, Herbert von Reinhardt)
- Gin'yuu Mokushiroku Meine Liebe (Bartomalaus)
- Shura no Toki: Age of Chaos (Hijikata Toshizou, Kuki Kazuma, Sanada Yukimura)
- MAJOR 1st season (Shūichi Kashimoto)
- Monster (Ochroniarz w odc. 15–16)

2005
- Eyeshield 21 (Mamoru Banba, Onihei Yamamoto)
- Idaten Jump (główny strażnik)
- Xenosaga: The Animation (Margulis)
- Zoids: Genesis (Bashuzaku)
- Transformerzy: Cybertron (Optimus Prime)
- Beet the Vandel Buster Excellion (Atoron)
- MAJOR 2nd season (Shūichi Kashimoto)
- Yu-Gi-Oh! GX (Don Zaloog)

2006
- Ergo Proxy (Al w odc. 19)
- Gin'yuu Mokushiroku Meine Liebe wieder (Bartomalaus)
- Kiba (Tasker)
- Sōten no Ken (Charles de Guise)
- Digimon: Data Squad (Rentarō Satsuma)
- Demashita! Powerpuff Girls Z (Profesor Utonium Kitazawa)
- Black Lagoon (Boris w odc 8–10)
- Black Lagoon: The Second Barrage (Boris)
- Mamoru-kun ni Megami no Shukufuku wo! (Soshi Kikukawa)

2007
- Tobaku Mokushiroku Kaiji (Espoir Blacksuit w odc. 1)
- GeGeGe no Kitarō (Shoukera w odc. 16)
- Shigurui (Hyouma Funaki)
- Seirei no Moribito (Kinagashi)
- Zero no Tsukaima: Futatsuki no Kishi (Mennovil w odc 8–9)
- Darker than Black: Comet of Gemini (Lebanon)
- Dragonaut - The Resonance (Kō Yonamine)
- Hatarakids My Ham Gumi (Daiki)
- Baccano! (Elean Douger)
- Bleach (Edorad Leones), Zommari Leroux (Espada)
- MapleStory (Gallus)
- MAJOR 3rd season (Shūichi Kashimoto)
- Lupin III: Elusiveness of the Fog (special, ojciec Takayi)

2008
- Gintama
- Golgo 13 (młodszy brat Sabine)
- Stich! (Tachicchu w odc. 3)
- Zenryoku Usagi (Shachō)
- Naruto: Shippūden (Ibiki Morino)
- Neo Angelique Abyss (Mathias)
- Neo Angelique Abyss -Second Age- (Mathias)
- Battle Spirits: Shōnen Toppa Bashin (Kyuusaku Kujō / Number Nine)
- Bleach (Zommari Leroux (Espada)
- MAJOR 4th season (Shūichi Kashimoto)
- Yu-Gi-Oh! 5D’s (Jin Himuro)
- One Outs (Dennis Johnson)

2009
- Kūchū Buranko
- Kemono no Sou-ja Erin (Taikō)
- Keroro Gunsō (Trunks/Boxers w odc. 254)
- Darker than Black: Ryūsei no Gemini (Lebanon)
- Dragon Ball Kai (Nail)
- Phantom ~Requiem for the Phantom~ (Tony Stone)
- Lupin III vs. Detective Conan (special, Kyle)
- One Piece (Urouge)

2010
- Giant Killing (Yōtarō Natsuki)
- Shinryaku! Ika Musume (ojciec Yūty)
- HeartCatch Pretty Cure! (Profesor Sabark)
- Battle Spirits: Shōnen Gekiha Dan (Heliostom)
- Beyblade: Metal Fusion (Argo Gracie)

2011
- Horizon on the Middle of Nowhere (Tadatsugu Sakai)
- Tiger & Bunny (Antonio Lopez / Rock Bison)
- Nurarihyon no Mago: Sennen Makyō (Gashadokuro)
- Beyblade 4D (Argo Gracie)

2012
- Zetman (Black Suit B)
- New Prince of Tennis (Gen'ichirō Sanada)

### OVA
- Usagi-chan de Cue!! (Big Man)
- Desert Rose (Sakakibara)
- Mobile Suit Gundam MS IGLOO 2 (Milos Karlby)
- Time Stranger Kyoko: Leave it to Chocola (Widoshiku)
- The Prince of Tennis: The National Tournament (Gen'ichirō Sanada)
- Final Fantasy VII: Advent Children (Rude)
- Last Order: Final Fantasy VII (Rude)
- Lupin III: Return of the Magician (klient)